# Hafen Kertsch

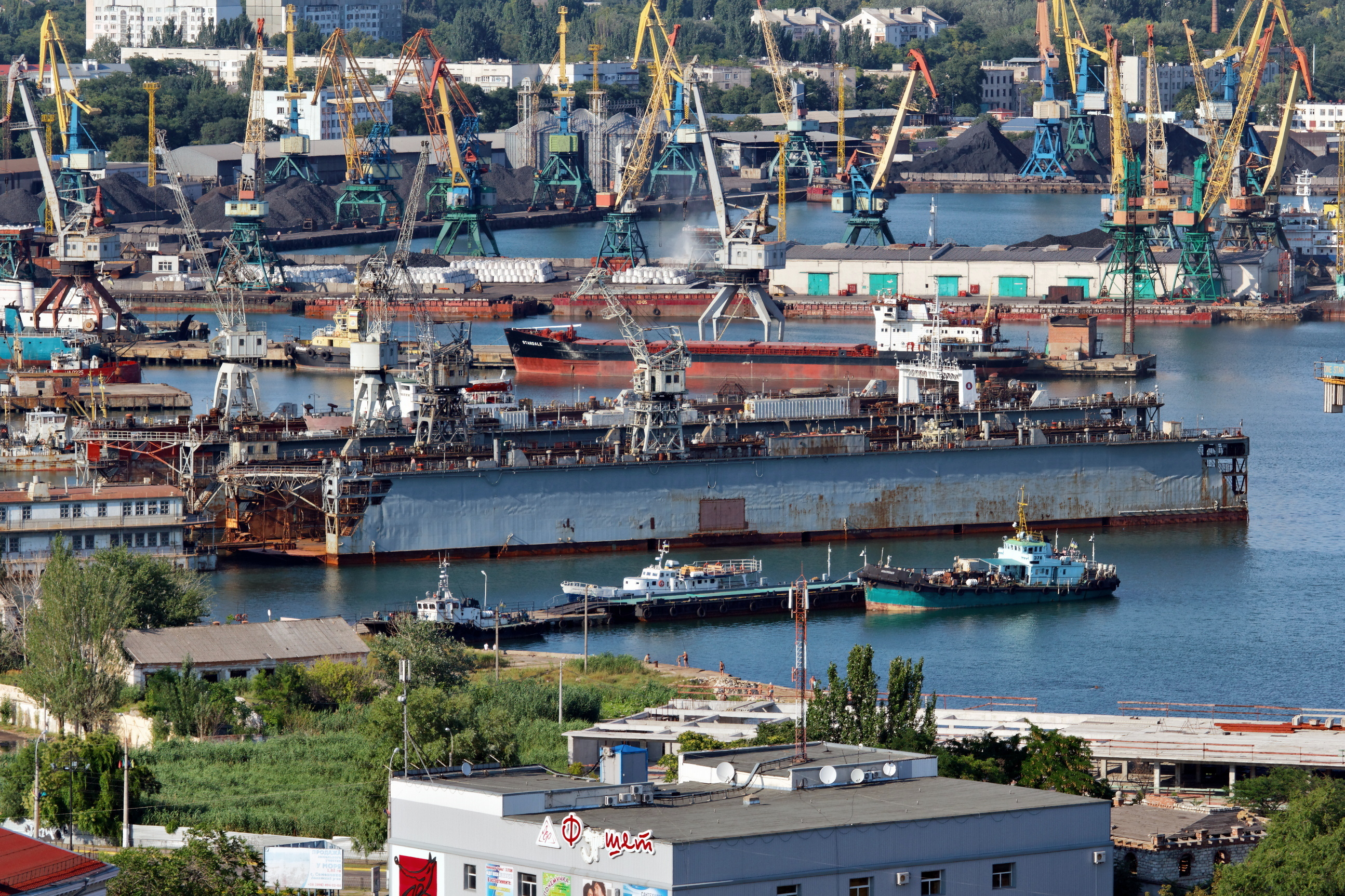
Hafen von Kertsch

Der Hafen Kertsch ist ein Seehafen in Kertsch auf der gleichnamigen Halbinsel Kertsch auf der Halbinsel Krim.

## Geschichte
1821 erhielt der aus Genua stammende Raffaele Scassi, Geschäftsmann und Freund des Großfürsten Michael Pawlowitsch Romanow, Bruder des Zaren Alexander I., die Erlaubnis zum Bau des Hafens von Kertsch, die Ernennung zum Gouverneur des Hafens, ein Darlehen von 200 Tausend Rubel und eine zehnjährige Steuerbefreiung auf importierte und exportierte Waren in und aus dem Kaukasus. Im Dezember 1822 wurde der Hafen eröffnet.

„Die Quarantaine ist 4 Werst von der Stadt aufgebaut und liegt auf einer steinigen, recht weit in's Meer sich erstreckenden Landzunge, auf derselben Stelle, wo früher die griechische Stadt Marmikion stand.“

Der Hafen, der damals regelmäßig von ausländischen Schiffen darunter auch  italienische Schiffe unter sardinischer Flagge, angelaufen wurde,  ist der letzte Hafen des Schwarzen Meeres, bevor man ins Asowsche Meer kommt, und alle Schiffe, die weiterreisen wollten, wurden dort der Quarantäne unterzogen. 1836 dauerte die Quarantäne in Kertsch zwei Tage und 1888 zwei Wochen.

„Gestern, am 1. d. M. [September 1827], wurde, zufolge Allerhöchsten Befehles, der hiesige Quarantänehafen, in Gegenwart des stellvertretenden Generalgouverneurs von Neu Reussen, Geheimrathes Grafen Pahlen, feierlich eröffnet.“

Im April 1830 lagen im Hafen von Kertsch 170 Schiffe, von denen 115 in Quarantäne lagen.
Fürst Michail Semjonowitsch Woronzow, Generalgouverneur von Neurussland und Bessarabien, erkannte die Wichtigkeit von Kertsch als entscheidender Handelsknotenpunkt und förderte gezielt die Stadt mit ihrem Hafen.

„Wegen der Seichtigkeit des Gewässers können die Schiffe nicht bis zum Quai von Kertsch hinfahren, sondern bleiben beim Quarantaine-Gebäude, wo das Meer sehr tief und der Grund zum Ankern sicher ist. Die Quarantaine von Kertsch ist eins von den schönsten und am besten eingerichteten Gebäude dieser Art in Europa, besonders was die Vorsichtsmaßregeln betrifft, die zur Abwehr der Pest hier getroffen werden. In dieser Quarantaine trifft man alles Gute und Nützliche, was man nur in den Quarantainen von Marseille, Genua, Livorno und Triest findet.“